# ColdWorld
ColdWorld is een Duits depressive blackmetal en ambient project van Georg Börner, welke onder de alias G.B werkt. Hij begon de band in 2005 in Erfurt, (Thüringen) en bracht in 2008 zijn debuutalbum Melancholie² uit. Daarvoor was er in een oplage van 50 stuks een ep verschenen, genaamd The Stars are Dead Now. 

## Genre en thematiek
ColdWorld speelt een subgenre van black metal, namelijk depressive black metal. De stijl van de band overlapt echter ook met andere genres en de band haalt ook inspiratie uit bands als Burzum. Terugkerende thema's in de teksten zijn misantropie, kou, eenzaamheid en leegheid. De bandnaam ColdWorld slaat ook op de 'koude atmosfeer' die Georg wilde bereiken met zijn muziek en het geven van een algemeen wereldbeeld.

## Discografie
- 2006 - The Stars Are Dead Now - ep (cd-r en vinyl)
- 2007 - Melancholie - demoalbum (officieel niet uitgebracht)
- 2008 - Melancholie² - studioalbum
- 2016 - Autumn - studioalbum (verschijnt medio 2016)

De ep The Stars Are Dead Now werd in maart 2006 opnieuw uitgebracht op cd-r met twee bonusnummers, "Ragnarok" en "Death Stars". Ook deze oplage was gelimiteerd tot 50 exemplaren. 
Op 12 mei 2008 werd een vinyl release uitgebracht van de ep. Deze release was gelimiteerd tot 287 exemplaren (eerste 100 op wit vinyl) en bevatte een A2 poster.